# 立ち幅跳び

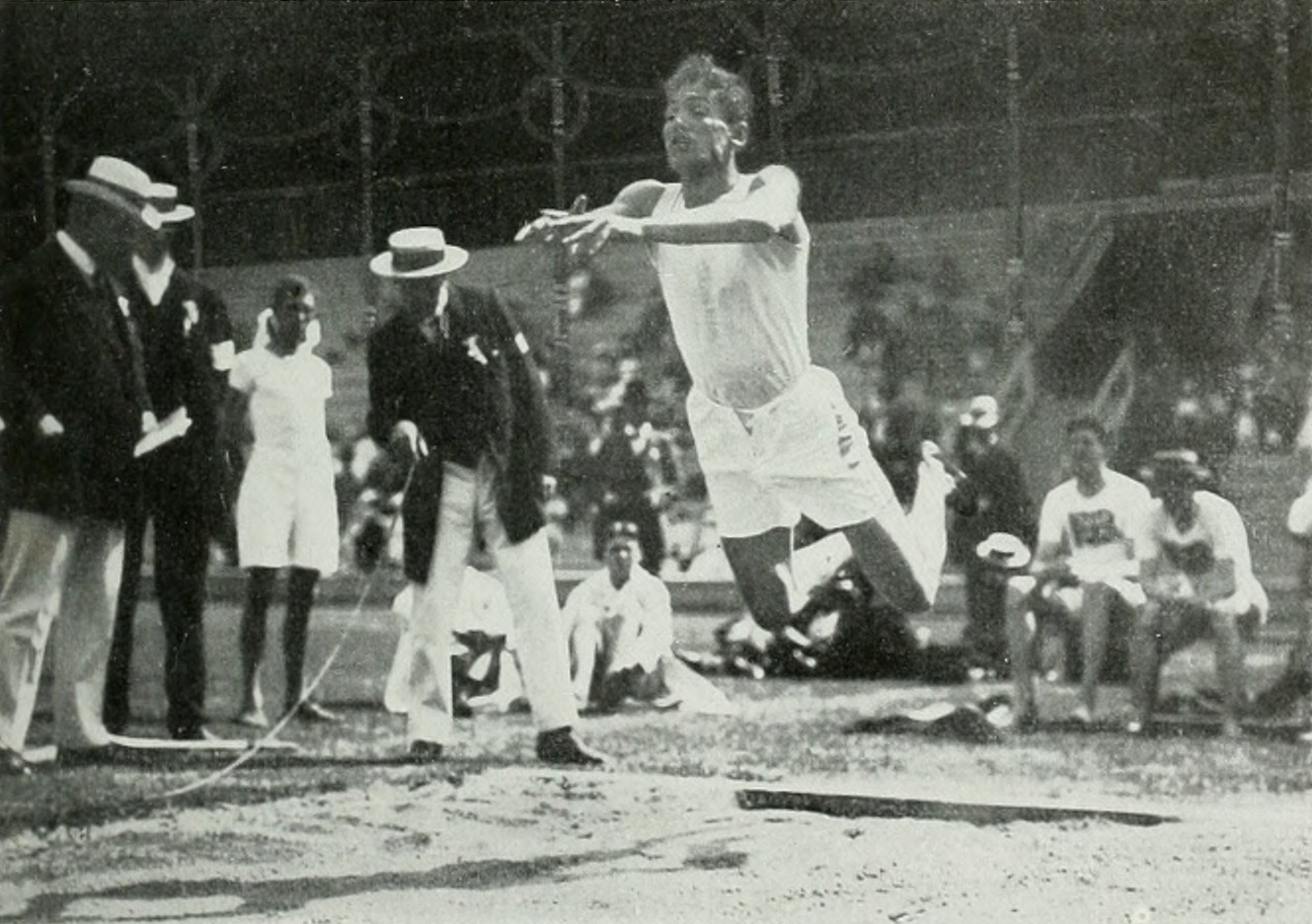
ストックホルムオリンピックの同種目で金メダルを獲得した、コンスタンティノス・ツィクリティラスの跳躍

立ち幅跳び（たちはばとび）は跳躍競技に属する陸上競技。

## 概要
踏切り板に両足を揃えた直立姿勢から助走をせずに、身体の屈伸運動のみで反動をつけて遠くへ跳ぶ能力を競う種目である。走幅跳同様、競技は普通記録がしやすく、また競技者にとっても安全であるため砂場で行われる。指定の位置から跳躍し、着地の際できた足跡の最も跳躍した位置側の部分までの距離を測る。また、足跡よりも後ろに手や尻を突いてしまった場合、その地点までの距離を記録とする。基本的な跳躍能力はもちろん反動を付ける際の柔軟性、着地の際の平衡感覚など身体全体を上手く使う巧緻性が求められる。
かつてはオリンピック種目だったが、陸上競技として競われることは現在ではほとんどない。反面走り幅跳びと違い特有な技術はほとんど必要としないため、純粋な跳躍能力を測る種目として小・中学校の体力測定などに主に用いられる。

## 公式世界記録
2015年2月23日にNFLスカウティングコンバインでバイロン・ジョーンズが記録した3m73cmが世界記録である。

## オリンピック種目
立ち幅跳びは1900年のパリオリンピックから1912年のストックホルムオリンピックまでの4大会ではオリンピックの正式種目だった。アメリカのレイ・ユーリーは1900年のパリオリンピックから1908年のロンドンオリンピックまで3連覇（1906年のアテネ中間大会も含めると4連覇）という記録も残している。またユーリーが1904年のセントルイスオリンピックで記録した347cmは当時の世界記録だった。

## 類似競技
- トーキック - ワールド・エスキモー・インディアン・オリンピック（英語版）の競技の1つ。ジャンプして床に置かれた棒の上に着地し、転がって滑る棒からもう一度ジャンプする種目。氷が割れた時の対応力を身につけるための訓練が発祥[要出典]。